# أغنيس نيكسون
أغنيس نيكسون (بالإنجليزية: Agnes Nixon) هي كاتبة سيناريو ومخرجة أمريكية، ولدت في 10 ديسمبر 1922 في شيكاغو في الولايات المتحدة، وتوفيت في 28 سبتمبر 2016 في Haverford, Pennsylvania ‏ في الولايات المتحدة بسبب مرض باركنسون.

## وصلات خارجية
- الموقع الرسمي
- أغنيس نيكسون على موقع IMDb (الإنجليزية)
- أغنيس نيكسون على موقع إن إن دي بي (الإنجليزية)
- أغنيس نيكسون على موقع قاعدة بيانات الفيلم (الإنجليزية)